# Grand Prix d'Isbergues 2009
Il Grand Prix d'Isbergues 2009, sessantatreesima edizione della corsa e valida come evento dell'UCI Europe Tour 2009, si svolse il 20 settembre 2009, per un percorso totale di 201 km. Fu vinto dal francese Benoît Vaugrenard che giunse al traguardo con il tempo di 4h27'33" alla media di 45,07 km/h.
Al traguardo 98 ciclisti portarono a termine il percorso.

## Ordine d'arrivo (Top 10)
| Pos. | Corridore          | Squadra      | Tempo    |
| ---- | ------------------ | ------------ | -------- |
| 1    | Benoît Vaugrenard  | F. des Jeux  | 4h27'33" |
| 2    | Luca Mazzanti      | Katusha      | s.t.     |
| 3    | Ivan Rovnyj        | Katusha      | s.t.     |
| 4    | Maarten Tjallingii | Rabobank     | a 5"     |
| 5    | Greg Van Avermaet  | Silence      | s.t.     |
| 6    | Anthony Geslin     | F. des Jeux  | s.t.     |
| 7    | Steven Tronet      | Roubaix      | s.t.     |
| 8    | Gerben Löwik       | Vacansoleil  | s.t.     |
| 9    | Jussi Veikkanen    | F. des Jeux  | s.t.     |
| 10   | Cédric Pineau      | AG2R La Mon. | s.t.     |